# 青のSP―学校内警察・嶋田隆平―
『青のSP―学校内警察・嶋田隆平—』（あおのスクールポリス がっこうないけいさつ しまだ りゅうへい）は、2021年1月12日から3月16日までカンテレとケイファクトリーの共同制作により、フジテレビ系「火曜21時枠」で放送されていた、佐々木充郭による『スクールポリス』（ポプラ文庫）を原案とするテレビドラマ。主演は藤原竜也。ヒロインは真木よう子。
藤原のフジテレビ系列連続ドラマ出演は、ドラマデビュー作『それが答えだ!』以来24年ぶりで、初主演である。
キャッチコピーは「守ってやるが、容赦はしない。」。

## あらすじ
東京都では公立中学校にスクールポリス制度を試験的に導入されることが決定し、警視庁捜査一課の刑事・嶋田隆平は日本初のスクールポリスに志願し、住浜区立赤嶺中学校に配属されることになる。表向きはごく平凡な赤嶺中学校であったが、スクールポリスの嶋田が配属されたことでSNSトラブル、生徒の薬物使用疑惑、盗撮事件、教師のマタハラ、セクハラ、パワハラなど、世間を騒がせる社会問題が次々とあぶりだされていく。罪を犯した生徒に対し、無情にも手錠をかける嶋田に対し、スクールポリス制度に関し反対の意見を持つ国語教師・浅村涼子は生徒の側に立ち、嶋田と衝突を繰り返す。
1年前にアパートの外階段で転落死した赤嶺中学の音楽教師・小川香里は嶋田の交際相手で、彼女の死に疑問を抱く嶋田は彼女が勤務していた赤嶺中学にスクールポリスとして乗り込んで死の真相を究明しようとしており、香里と親しかった女生徒・奈良橋に聞き込みを行い、香里が亡くなる直前に揉めていた美術教師・岡部昌浩の存在が浮上する。
岡部の行方を後輩警官の三枝弘樹の協力のもと探し当てるが、ひと足違いでマンションを引き払われ行方をくらましていたため、再び三枝の協力を得て現在、美大受験の予備校講師に転身していたことが判明し、出待ちして遂に岡部を捕まえ、香里の事故死について自転車のブレーキワイヤーを切断したか問い詰めるが、香里が事故死した当日は渡仏して美術館巡りをしており、日本にはいなかったと証言される。その後、さらに岡部を問い詰めたことで赤嶺中学の美術部員であった女生徒・涌井美月に対し体を触った程度でなく、暴行を働いていたが、香里の仲裁で警察沙汰にならずに済み、涼子から嶋田が過去の事件を嗅ぎまわっているとタレコミをうけていたことが判明する。香里が生徒への暴行事件を隠蔽したと信じられなかった嶋田は岡部と内通していた涼子を締め上げ、本当に香里が隠蔽に関与しているか問い詰めるが、当初は事実を公表しようとしたが、涌井の母が暴行を公にしたくないと希望していたことと、問題にしたくない校長の木島敏文に丸め込まれたことで仕方なく秘密裏に処理したと告げられる。
岡部や涼子からの証言で、香里の事故死の究明が暗礁に乗り上げるが、未だ香里が暴行事件を隠蔽していたことが信じられない嶋田のもとに、香里に対し涼子が脅しとも取れる忠告をする謎の音声データが嶋田のスマホに送信される。そのため涼子が香里の死に大きく関わっているのではないかと彼女の過去を調べると、赤嶺中学に採用される前に勤務していた中学で担任をしていたクラスの学級崩壊を止められず、教え子が自殺未遂事件を起こしたため、その責任を取り依願退職していたことを突き止める。その後、赤嶺中学に仮採用で赴任することになり、香里の死と入れ替わる形で本採用となっていたことから、涌井の暴行事件を隠蔽した見返りに本採用を勝ち取るため、香里を脅し殺害したのではと詰め寄るが、香里が岡部が去った後も涌井の暴行事件に疑問を感じており、世間に問うため事件を公にしようとしたので、以前いた学校で自分がいじめ問題の対応をしくじり周囲から非難を受け辛い思いをしたことから、香里が同じ目に遭うことを懸念して忠告しただけであると反論される。
赤嶺中学野球部の練習試合で発生した投手・矢島へのレーザー照射事件を切っ掛けに、1年前、当時の野球部3年生の松田が後輩の坂木を部活でいじめたことを知った小川がいじめを公にしようと動き、松田は推薦入試が取り消されるのではないかと恐れていたが、そのことを知った岡部の暴行事件を嗅ぎまわる小川を疎ましく思い彼女を大人しくさせようと考えていた校長の木島に利用され、松田が木島から小川の自転車のブレーキワイヤーを切断することをけしかけられたことが判明する。生徒を守るためにやっただけで、まさか小川が死ぬとは思わなかったと都合のいい弁明をする木島に対し怒りが頂点に達した嶋田は木島の首を絞める暴行を働くが、木島の傷害教唆容疑の逮捕令状を持った三枝が現れたことで制止される。木島は松田が密かに録音していた音声データが決め手となり傷害教唆の容疑で逮捕されたが、嶋田も行き過ぎた暴行に走ったため、事情聴取を受け謹慎処分を受ける。
香里が事故死に至った経緯は判明したものの、心に深い傷を負った涌井を香里がいたずらに追い詰めたりするはずがないと考える嶋田は涌井の身辺調査を行い、教室ではほとんど口をきかない級友・尾崎香澄と区立図書館で仲良く話をしている姿を目撃する。その光景に違和感を感じて尾崎と涌井の二人に何らかの接点がないか涼子に尋ねると、涌井が岡部から暴行を受けた現場に尾崎が居合わせたことを告げられる。
嶋田は岡部の暴行事件は涌井と尾崎が共謀して仕掛けた事件ではないかと睨み、涌井に真実を述べるように詰め寄るがはぐらかされ、そんな中、岡部が3Dプリンターで作成した銃器を使い「約束が違う」と木島を襲撃し腹部を撃ち抜かれる事件が発生し、岡部は殺人未遂の容疑でその身柄を追われることとなる。嶋田は家宅捜索で押収された岡部の私物の中から保険を解約した書類と、涌井の口座に420万円が振り込まれた記録の残る預金通帳を発見し、それらの物証を手に銃撃で重体の木島の病室を訪れ、銃撃された腹部の傷口を抉り岡部が振り込んだ金が、涌井の母から要求された示談金であったことを吐かせ、真相に肉薄し、中途半端な420万円という額が涌井が将来的に進学を希望する建築学部のある大学の4年分の学費の額面と一致していたことを掴み、涌井と尾崎が岡部の暴行行為を誘発し、学費を恐喝していた計画的犯行であった真相にたどり着く。
嶋田は涌井と香澄を教室で尋問し、岡部の暴行行為を誘発し金銭を恐喝したたことを認めさせるが、そんな中、暴行事件ではめられたことを知った岡部が涌井と香澄に復讐するために赤嶺中学を襲撃し、警戒に当たっていた三枝を狙撃する。銃器を持つ岡部に対し嶋田は警棒で対抗し、死闘の末に重傷を負いながらも岡部を逮捕し生徒たちの命を守るが、過去の恋人の死亡事故の真相究明のために暴走した結果、後輩警官の三枝や学生たちを危険な目に遭わせてしまった責任を取らされる形で僻地の交番勤務へと左遷される羽目になる。しかし、そこには地域の治安を守るために活き活きと警察官としての職務を全うする嶋田の姿があった。

## キャスト

### 主要人物
嶋田隆平（しまだ りゅうへい）
演 - 藤原竜也
本作品の主人公。住浜署生活安全課少年係スクールポリス。1984年12月15日生まれ。階級は警部補。
警視庁捜査一課から志願してスクールポリスとなり赤嶺中学校に配属されるが、その狙いは1年前に事故死した交際相手である赤嶺中学の音楽教師・小川香里の死の真相を究明するためであった。
常に冷静沈着で毒舌家にしてドライな性格。頭脳明晰な切れ者で他者の何気ない仕草や行動からその意図や本質を的確に見抜く洞察力にも優れている。三枝曰く、かつては情のある性格であったがある日を境に冷徹な性格に変貌した模様。勤務中は涼子を始めとする教師たちと必要最低限のやり取りしかしようとせず、馴れ合いを好まないものの、夜遅くまで仕事をしていたり教師としての業務に悩む教師を見かけては干渉しない程度で歩み寄ったりするなど、社会人としての良心や思いやりも持っている。また、身体能力は高く、逃亡者を逃がさず確保し、凶器を持った犯罪者をものともせず制圧に成功している。
生徒たちに対し、冷酷で容赦ない面と命の危険から守ろうとする面の両方の顔を持ち、教師でも生徒でも、法に触れれば容赦無く逮捕する。場合によっては手段も選ばず、強引かつ拷問まがいの取り調べも平然と行い、生徒を取り押さえる際は「甘いんだよ、クソガキ」と吐き捨てる。
また道を踏み外した者には一切、同情も哀れみもせず、犯罪に人種も年齢も関係ないと冷淡に断言している。一方で発言とは裏腹に相手を改心させようと人間味のある行動を取ったり、情報提供に協力してくれた生徒に警視庁のマスコットキャラクターのストラップをプレゼントするなど、気前の良い面も持ち合わせている。三枝を普段は便利使いしているが彼の協力には感謝しており、表立って感謝の言葉を述べることは少ないが匿名で感謝の気持ちを示すなどしており、他者へ素直に表現するのが苦手なだけで、優しさがないわけではない。
教室や職員室、保健室などに秘密裏に盗聴器を仕掛け校内で教員たちの会話を盗み聞きしており、場合によってはその情報を元に三枝に校外での捜査を指示する。生徒間での問題行動に積極的な一方で教員同士のトラブルには消極的だが、新津が古賀達によるパワハラに耐えかねて、自殺騒動を引き起こした際は真相を見抜いていたが、敢えて知らないフリをして教員たちの業務体制に異を唱えるなど、決して見て見ぬフリをしようとはしなかった。
岡部との死闘の末、制圧し逮捕に至るが、岡部から発砲されて重傷を受け、意識不明の重体に陥ったが、奇跡的に回復し生還する。騒動後は交番勤務に異動した。
浅村涼子（あさむら りょうこ）
演 - 真木よう子
赤嶺中学校3年1組の担任。国語教師。バスケットボール部顧問。1984年11月12日生まれ。聡明で職業意識が高い。行きつけの食堂「王様の味」の激辛麻婆豆腐である「鬼殺し」を毎回注文し、さらに七味唐辛子を加えるほど大の辛い物好き。
熱血漢でスクールポリス制度に関し反対の意見を持っており、生徒を逮捕する隆平と対立するが生徒自身が抱える悩みを何とかしたい思いもあり、事件解決のために協力することもある。
嶋田が学校に配属されて以来からは、教師が認識していない様々な問題・事件が発生するようになるだけでなく、嶋田から表面に出そうとしていない自身の深層心理を抉るような指摘をされたのもあり、自身の手で事件を解決出来ず生徒たちを守れていない現状に次第に焦りを見せるようになる（第3話）。
嶋田が岡部の涌井に対するセクハラ事件を嗅ぎまわっていることから木島に監視するよう命令されていることもあり、岡部にそのことを密告して嶋田の追跡を回避させるが、遂に嶋田が岡部に接触したことで、自身が岡部と内通していたことがバレてしまい、香里が涌井の暴行事件の隠蔽に関与しているか問い詰められるが、当初は事実を公表しようとしたが、涌井の親が暴行を公にしたくないと希望していたことと、問題にしたくない校長の木島に丸め込まれたこともあり仕方なく秘密裏に処理したと告げる（第6話）。
赤嶺中学に採用される前に勤務していた辻ノ宮中学で担任したクラスでいじめ問題が発生しており、問題解決に保護者や学校と衝突したが、うまく対応することが出来ずクラスを二派に分断してしまい、いじめの首謀者であった生徒が締め上げられる形となったことに耐えきれず教室の窓から飛び降りる自殺未遂事件を起こし、周囲からその責任を取らされる形で依願退職した過去を背負っていた。そのような過去があったことから、香里が不審に想い岡部の起こした暴行事件を公にしようと動いた際は、香里と涌井が過去の自分と同じような辛い目に遭ってほしくないという思いから事件の深追いを止めるよう香里に警告していたことを隆平に話す（第7話）。
岡部が涌井や香澄らに報復するために学校に乗り込んできた際は、彼に撃たれ重傷となった嶋田に駆け寄るも、「生徒を守れ」という嶋田の想いを汲み動く。マスコミが押し寄せスクールポリスの存在意義を問われるが、本来生徒たちが伸び伸びと学ぶ学校に、人を疑うスクールポリスは不要であり、われわれ教員はスクールポリスを必要としない学校を作っていかなければいけないと毅然とした態度でマスコミに対応し、生徒や学校を守った。その後、交番勤務になった嶋田を訪ね、「いつか本当に学校が警察なんて必要のない場所になるといいな」と言葉をもらう。強盗事件発生の無線を受け、現場へ向かった嶋田に敬礼して見送る（最終話）。

### スクールポリスの関係者
三枝弘樹（さえぐさ ひろき）
演 - 山田裕貴
住浜署生活安全課少年係の刑事。嶋田の後輩。階級は巡査部長。
不良少年・少女たちの更生を願う真面目な人物。かつて嶋田と一緒に犯人を逮捕したことがあり、彼を相棒のように思っているが、嶋田からは便利使いされている。しかし、彼を慕っているので、ご褒美をもらえないことに不満はあるものの素直に協力している。涼子に下心があり、ご褒美には嶋田に涼子との食事会をセッティングしてもらうことを期待している。一方、涼子からは子供たちと気さくで親身に向き合う姿勢と人柄を好ましく思われている。
外国人半グレ集団「オクタゴン」のアジトを嶋田がガサ入れした際は、後から駆け付け、外国人相手に大立ち回りのバトルを展開し、嶋田を援護する。事前に住浜署の警官に応援を要請し密かに待機させたこともあり事件の解決に貢献した（第5話）。
幼いころ、不遇な家庭環境で育ったため、自分と同じような境遇の子供たちに対する同情心が強く、何かしてあげられないかと時間の合間を縫ってはこども食堂に出入りしている。その食堂に通う過去にネグレクトの被害を受け通報してかつて助けたことのある敏春とは面識があり、嶋田の代理でスクールポリスとして勤務した際に、敏春がまた母親にネグレクトされ金にも困窮し、さらに祖母を若年介護していることを聞いたことから、彼に生活費を渡す。そしてその敏春がコンビニ店員に大怪我を負わせる事件を起こし、行き詰って祖母と川で入水自殺しようとしたため、それを制止し彼を救う。事件が解決した後は、敏春にしっかりと自身のしてしまった行いを償うよう真剣に諭した（第7話）。
嶋田が香里の死亡事故を引き起こした黒幕が木島だと突き止め、怒りが頂点に達し首を絞めて危うく彼を殺しかけそうになったため、体を張って嶋田を制止した（第8話）。
岡部が木島逮捕によって自身の悪行が明るみに出て以降、狂気に走る岡部を必死で捜索。赤嶺中学校の校内警備に応援として入ったが、前日の夜から校内に忍び込んでいた岡部を発見し駆け寄るも、銃器で撃たれ倒れる。その後は順調に回復し、岡部が逮捕されてからしばらくして職務に復帰し元気な姿で赤嶺中学校にお見舞いのお礼で赴いていた（最終回）。

### 赤嶺中学校

#### 教員
木島敏文（きじま としふみ）〈59〉
演 - 高橋克実
校長。自己保身しか考えていない典型的な事なかれ主義者。
スクールポリスの導入を受け入れるが、退職後のセカンドキャリアを気にしてトラブル案件を隠ぺいしようとし、実際過去にも何件もの不祥事を隠蔽している。一方、嶋田が事件を解決をした際は周囲に良い顔を振りまくなど、強かな面もある。
隠ぺいしている1年前に発生した美術教師・岡部による女生徒・涌井へのセクハラ事件を嗅ぎまわる嶋田を警戒しており、蒸し返すようなら教育委員会に排除するよう働きかけるので、嶋田を見張るよう涼子に命令する（第4話）。
嶋田が音楽教師・香里の事故死について調べていることが判明すると教育委員会に赴き、教育長の尾崎に嶋田を別の警官と入れ替えて欲しいと要望を出すが、スクールポリスとして問題なく機能しているので必要ないと一蹴され、却下される（第5話）。
新津が自殺騒動を起こしてまでの訴えを親身になって聞こうとしたが、新津が古賀たちのパワハラが原因で心身共に追い詰められたことを話さず、業務のことばかりを重視して訴えてしまったせいで、木島自身もパワハラの事実を知らなかったこともあり、単なる「業務への不満」だと受け止め、決められた予算で人手は増やせないのでない袖は振れない、学校ではなく国に文句を言ってくれと冷たくあしらった挙句、楽をしたいだけだろうと一蹴する。しかし、阿部が新津の擁護をしたのを皮切りにほとんどの教師が賛同の意志を見せたことで業務量の負担を減らす意見を受け入れざるを得なくなった（第6話）。
1年前、小川が交通事故に遭った野球部の坂木を見舞い先輩部員の黒石や松田から部活でいじめられていたことを知り、そのいじめを公にしようとしていたため推薦入試の話がダメになると考えていた松田に近づき、岡部の暴行事件の件で小川が動き回ることを疎ましく思っていたことからしばらくの間小川を大人しくさせようと考え、松田をけしかけ小川の自転車のブレーキワイヤーを切断するように仕向けていた。その事実が嶋田に締め上げられた松田が白状したことで発覚し嶋田に詰め寄られるが、小川の自転車への細工は未来ある子供たちのためでまさか小川が亡くなるとは思わなかったと言い訳をしたため、自分の都合のために恋人の香里を死に至らしめたと怒りが頂点に達した嶋田に首を絞められる暴行を受けるが、三枝が現れ嶋田を引き離されたことで殺されずに済む。しかし松田が密かに録音していた木島との会話の音声データが決め手となり、傷害教唆の容疑で警察に逮捕された（第8話）。
小川の死がアパートの外階段からの転落事故で既に処理されていたことから、傷害教唆の容疑での立件が見送られ釈放されるが、自分が捕まってしまったことで涌井への暴行事件が世間に知れ渡り、予備校講師をクビにされ、婚約者に逃げられてしまった岡部からの報復で3Dプリンターで製造した銃器を使い腹部に発砲され意識不明の重体になる（第9話）。
その後、警察が岡部の部屋から押収した物の中から見つかった涌井の銀行口座に420万円が振り込まれた記録の残る岡部の預金通帳を手に嶋田が病室に現れ、発砲された腹部の傷口を抉られたことで涌井の母が娘を暴行した岡部に示談金を要求していた真相を明かした（最終話）。
福島美津子（ふくしま みつこ）
演 - 峯村リエ
副校長。現役時代は理科の教師。朝会で動揺して騒ぐ生徒を制止できずにいる。
木島校長の意見に賛同することが多いが、新津が屋上に駆け込み業務負荷を減らして欲しいと自殺騒動を起こして訴え、他の教員たちも新津に賛同した際は、木島に業務改善するべきと意見している（第6話）。
木島が逮捕されると教育長の尾崎からの指名で校長代行を務めることとなる（第9話）。
水野楓（みずの かえで）
演 - 山口紗弥加
英語教師。3年2組担任。陸上部顧問。海外留学した経験もある帰国子女。涼子と同様に教師としての責任感や正義感は強いが、突っ走りがちな涼子と違い冷静に物事を見極めて行動や発言をしており、どんな生徒も特別扱いしようとはしない。教師たちの中でも人気は高く、3年1組の成田からは母親のように慕われている。
不妊治療の甲斐があり、子宝に恵まれ現在妊娠3ヶ月。受験を控えた3年生を受け持つ担任であることから産休に入ることを校長や一部の同僚教師、保護者たちのみならず教え子の2組の生徒たちからも快く思われておらず、嫌がらせをうける。最初は職員室の机にハツカネズミの死骸を入れられ、後日、愛用の水筒を流産を誘発させるハーブが混入したドリンクにすり替えられたものを飲み倒れてしまう。退院後の夜にはドリンクをすり替えた犯人の青木に襲われるが嶋田によって助けられる。事件後は教師という仕事に嫌気がさしてしまい一度は教師を辞めようと考えるが、翌日の全校集会での隆平のマタハラを糾弾するスピーチがきっかけで再び教師を頑張ることを誓う（第2話）。
ピンチを救われたことやマタハラに対し糾弾してくれたことから、スクールポリスの存在や役割に肯定的な考えを持つようになり隆平の考えにも理解を示していき、時には相談を持ち掛けるようにもなった（第6話）。
岡部が凶器を持って乗り込んできた際は阿部に身籠っている子供の安全を気遣われ、養護教諭の三田と一緒に優先的に逃がしてもらえた。事件解決後は順調にお腹の子供が育っていることを同僚教師たちに嬉し気に伝えた（最終話）。
柴田透（しばた とおる）
演 - 泉澤祐希
社会科教師。出身中学のOGである先輩の涼子を慕っており、教師としての責任感は強く同僚想い（ただし、古賀のことだけは憎んでいる）。新津とは同期で古くからの知り合い。涼子同様事件解決のためなら生徒に対しても容赦の無い嶋田のやり方には否定的。2年生の副担任であったが、青木が懲戒免職になったことに伴い3年生の副担任となる。
2年1組の担任・澤田に好意を抱いており、下心から彼女にいいところを見せようと盗撮犯を探そうと張り切るが、澤田が生徒の菊池の体を触るセクハラをしていたことを知り、ショックを受ける。その後、澤田が懲戒免職になったことに伴い男子バレー部の顧問を引き継ぐことになった（第4話）。
バスケ部のアレンがスタメンの座を奪われたことを根に持つ西田や市原たちに乱暴されている現場を目撃して以降、空回りになっても何とか救おうと行動していく。後に西田が半グレ集団「オクタゴン」に拉致されたことを知り、嶋田を探し出し共にアジトに乗り込み西田を助けようとするも、喧嘩は弱いようであっさり返り討ちにされて気絶してしまう（第5話）。
小中高と同級生だった新津が1年の学年主任の荒井や古賀たちから仕事を押し付けられ疲弊している様子を見かねて仕事を押し付けないよう釘を刺すが、それが裏目に出て新津が古賀から暴力の報復を受けることになる。そんなある日、新津が生徒の個人情報が入ったノートPCをひったくられたため、保護者への謝罪周りをすることになり、新津は副校長の福島から古賀と保護者に謝罪に周るよう指示を出されるが古賀に逃げられたため、見かねて彼と一緒に謝罪に同行する。新津へのパワハラのこともあり、古賀に対しては激しい嫌悪感を抱いている。謝罪周りを終え学校に戻ると、新津は荒井と古賀に謝罪電話の内容と再発防止策を翌日までにまとておくよう押し付けられたため、衝動的に屋上に駆け込み飛び降り自殺をしようと騒ぎになるが、阿部を皮切りに教師たちが新津を擁護する動きに出たので、校長の木島は仕方なく、業務負担を減らす要望に応える返事をする。しかしこの新津の行動は柴田が考えた新津の業務負荷を減らすために仕掛けた狂言で、嶋田にはそのことを見抜いており、今回は見逃すが次は偽計業務妨害罪で告発すると忠告される（第6話）。
騒動の以降も古賀のことは許していないようで闇部活の疑いをかけられた阿部に対して当て付け紛いな自慢をした古賀を睨み付けていた。一方、自身が顧問として受け持つ男子バレー部が規定の総合練習時間をオーバーしていることを知った際は悶々としていた（第8話）。
阿部裕亮（あべ ひろあき）〈42〉
演 - 音尾琢真
体育教師。3年3組担任。熱血漢の野球部顧問。自身も中学から大学まで野球に打ち込み、プロを目指していたが挫折した過去がある。強面な風貌だが、妻子持ちで休日は家族サービスをよくしたり、下戸でスイーツに目がない。
昔ながらの考えが少なからず強く、学校は封建制であると割り切っている。熱血の度が過ぎパワハラや体罰をしていそうな先入観を持たれがちだが、親身になって生徒と接し、進路指導も誠実に向き合って行っているため、彼のことを恨む生徒は一人もいない。
荒っぽい性格だが根は優しく、新津が自殺騒動を起こしてまで業務負荷を減らすことを訴えた際は、真っ先に反応し彼に賛同する姿勢を取り、飛び降りから救い出し温かく励ました（第6話）。
スポーツ庁の規定を超え、野球部で週7日ほぼ休みなく闇部活をしたことが矢島のレーザー照射事件を切っ掛けに発覚し、矢島の保護者からクレームをつけられ、外部からコーチを招聘され部活の指導ができなくなる。坂木の母親から過度な練習が原因で息子が交通事故に遭ったと非難された際は、本当は上級生の黒石たちが居残り練習させていたためであったのにもかかわらず、それを含めて自分の監督ミスであったと甘んじて批判を受け止め、プロ野球選手に成れなかった自分の鬱憤を晴らすため生徒を部活に付き合わせたのではなく、子供たちにたとえ負けても逃げない強さを知ってもらうためであったと自分の意見を述べた後、だからと言って部活規定を破っていいという理由にはならなかったと坂木の母親に土下座して謝罪する。後に真実を突き止めてくれた嶋田に感謝の言葉を伝えた（第8話）。
岡部が校内に襲撃した際はいち早く、生徒を守るために動き出し、子供を身籠る水野を優先的に逃がした上で柴田と新津を引き連れて制圧に向かった。事件解決後は定期試験・受験が近い生徒に練習を休ませるなど、部活動のあり方を改め直している（最終話）。
一ノ瀬悟（いちのせ さとる）〈45〉
演 - 石井正則
数学教師。2年2組担任。
真田や西田など一部の生徒から見下され、その状況にストレスを感じており、後述の通り風俗店に出入りしたり、収賄罪で逮捕された岩井達夫をネットリンチするなどしてストレスを発散していた。嶋田が着任した日には、問題児たちを嶋田に逮捕させるためにわざと真田を挑発し教室で暴れさせるが隆平には魂胆を見透かされ、涼子や木島にその行動に対する浅慮さを追及された。その直後「ブルーナイト」に風俗店に出入りしている様子を動画サイトに投稿され世間に晒される。校内に不審者が侵入しても生徒を避難誘導せず、真っ先に逃げ出している（第1話）。
体育館の女子更衣室の盗撮動画がネット上に流出した際は、嶋田に真っ先に疑われ事情聴取を受けたが、JKリフレに興味はあるがリアルな中学生は苦手だと盗撮を否定し、犯人の心当たりを聞かれ1年前に女生徒にセクハラをした疑惑で赤嶺中学を辞めた元・美術教師の岡部ではないかと告げる（第4話）。
岡部が校内に襲撃した際は、恐怖の余りどさくさに紛れて逃げ帰ろうとするも、柴田や新津に半ば強引に促される形で生徒の避難誘導に回った。この際、「もうこの仕事やめたい」とぼやいていた（最終話）。
新津清（にいつ きよし）
演 - 須賀健太
英語教師。1年の副担任。卓球部顧問。柴田とは小中高の同級生。学生時代は演劇一筋だった。
仕事熱心で真面目な性格だが、気弱で意思表示が苦手な面があり、嶋田の恋人・香里が存命のころは守られていたが、彼女が亡くなってからは先輩教員の荒井や古賀からの頼みごとを断れず仕事を押し付けられていた。連日の残業と古賀からのパワハラで心身ともに限界に達しており、疲弊した夜の帰り道に生徒の個人情報をひったくられる被害に遭い情報流出の騒ぎを起こしてしまう。やがて個人情報を流出させてしまったことが教員たちに明るみとなり、古賀と保護者への謝罪周りをするよう副校長の福島から指示を出されるが古賀には逃げられてしまい、見かねた柴田と謝罪周りをするが、学校に戻ると荒井と古賀に謝罪電話の内容と再発防止策を翌日までにまとめておくよう押し付けられたため、精神的限界を超え、衝動的に屋上に駆け込み飛び降り自殺をしようとする。毎日残業し、休日も部活で潰され人間らしい生活ができないと訴えるが、パワハラの事実を知らない木島に「業務への不満」と受け止められ、決められた予算で人手は増やせないのでない袖は振れない、学校ではなく国に文句を言ってくれと冷たくあしらわれ、楽をしたいだけだろうと一蹴される。しかし、体育教師の阿部が新津に味方して業務量を減らすよう訴えだしたのを口火に、他の教師たちも新津を擁護する動きに出たので、木島は仕方なく、教員たちの要望に応える返事をする。新津の命をかけた懸命の訴えであったが、嶋田にはこれが柴田を巻き込んだ新津の業務負担を軽くするための狂言であったことが見抜かれており、柴田と共に腹にパンチを食らわされ、今回は見逃すが次は偽計業務妨害罪で告発すると忠告される。その後は自分の意志で荒井、古賀から押し付けられていた仕事を返上し、これからの時間を生徒たちと向き合うことに使うと二人に対し強気で宣言する。騒動を起こしてでも古賀たちからパワハラを受けていたことを訴えないなど、気弱ながら心が広い（第6話）。
その後は自信を付けたのか、岡部が校内に襲撃した際は積極的に生徒の避難誘導に当たるだけではなく、性懲りもなく雑務を押し付けようとする荒井に毅然とした態度で断り、教師として一皮剥けた姿を見せる（最終話）。
荒井英子（あらい えいこ）
演 - たくませいこ
数学教師。1年の学年主任。
所謂、性悪女らしい陰湿な性格の悪女で古賀と共に気が弱い新津に仕事を押し付ける。行き詰った新津が学校の屋上から飛び降り自殺を図ろうとした際はやり過ぎてしまったと焦りを見せたものの、「あんたのせいで自殺しようとしてるじゃないか」と新津に謝罪することなく、古賀のせいにしようとするなど、強かな態度を取った。阿部たち他の教員が新津の業務量を減らすように校長の木島に訴えだした際は、これまで新津に仕事を押し付けていたことを棚に上げ、他の教員たちに賛同して、新津の業務負荷を減らすよう訴える側につく。新津の自殺騒動の後も、反省する様子はなく、これから暫くは様子見で新津に仕事を押し付けられないと古賀と話しているところに新津が現れ、これまで押し付けていた仕事を返上され、これからは生徒たちと向き合うことに時間を使うと宣言される。なお、新津がパワハラの件を告発しなかったおかげで古賀と共に処罰を受けずに済んだ（第6話）。
以降も懲りずに新津に仕事を押し付けようとするが、彼の毅然とした対応によって逆に突き返されている。突き返された際に不貞腐れた顔をしており、自分なりに改心した古賀と違い、最後まで態度を改めなかった（最終話）。
古賀一成（こが いっせい）
演 - 兒玉宣勝
社会教師。1年2組担任。サッカー部顧問。
自己保身しか考えていない自分勝手な性格でサッカー部でドラッグ使用疑惑が起こり、それに関連して学校の備品の盗難事件の容疑もサッカー部に向けられた時は、生徒たちのことよりも自身の責任がどうなるかを真っ先に言及している。
荒井とともに気の弱い新津に仕事を押し付けており、見かねた柴田から仕事を押し付けないようにと釘を刺されるが新津が告げ口をしたと捉え、逆ギレして新津の顔に雑巾をなすりつけ暴力をふるい報復する。新津の過失で生徒の個人情報を流出させた際、新津が激務を訴えた時は「俺たちのせいだと言いたいのか？」と自身の過失を棚に上げて誤魔化した。保護者への謝罪周りを新津と共にするよう副校長の福島から指示を出されるが、「2人で行ったことにしろ」と新津に押し付け逃げ出している。
自己中心かつ横暴な性格だが、新津が学校の屋上から飛び降り自殺を図ろうとした際は、自殺してしまったら嶋田に逮捕されて法で裁かれるのではないかと顔面蒼白で怯えだし、荒井にパワハラの罪を擦り付けられそうになった時は「荒井先生だって楽しんでたじゃないか」と新津に謝罪することなく、最後まで自己保身に走った。阿部たち他の教員が新津の業務量を減らすように校長の木島に訴えだした際は、これまで新津に仕事を押し付け暴力をふるっていたことを棚に上げ、他の教員たちに賛同し新津の業務負荷を減らすよう訴える側につく。これから暫くは様子見で新津に仕事を押し付けられないと荒井と話しているところに新津が現れ、これまで押し付けていた仕事を返上され、これからは生徒たちと向き合うことに時間を使うと宣言され、強気な彼の姿勢に言い返せず無言で仕事を受け取っていた。なお、新津がパワハラの件を告発しなかったおかげで荒井と共に処罰を受けずに済んだ（仮に告発されていたら、直接暴力を振るっていたこともあり、解雇されていた可能性が高い）（第6話）。
自分とは正反対の阿部のことを嫌っているのか、彼に闇部活の疑いがかかった際は、不真面目な自分の業務を棚に上げて当てつけ紛いな嫌味を大声で言っていた（第8話）。
新津と和解したのか、自分なりに改心して新津に仕事を押し付けることを止めて、荒井からの業務を断った新津の態度を見て「生意気」と言いつつも、穏やかな表情をして関心するなど、先輩教師として成長している（最終話）。
青木祐志（あおき ゆうじ）
演 - 渋谷謙人（第1話・第2話）
理科教師。3年2組副担任。大学卒業後は海外を放浪しており、30代を迎えた時に中途採用で教員の職を得ている。「教師は自分の天職」と言い切り、校内に強盗が侵入した際は阿部と共にさすまたを持って迎撃し生徒を守ろうと奔走したり、水野が受け持つ陸上部の雑用などを引き受け、妊娠している彼女のフォローを買って出ているなど隆平も認めるほど仕事熱心な教師に見えるが、実は偽造した理科の教員免許を教育委員会に提出した無免許の偽教師である。英語の教員免許も持っていると虚偽の報告をしていたことから、産休に入る水野の後任で英語教員を引き継ぎ、持っていない英語教員の免許をまた教育委員会に提出しなければならない状況に陥り、水野を流産させることでそれを食い止めようと彼女が飲む妊婦用の特製ドリンクに流産を誘発するハーブを混入する工作を行った。ハーブで流産させることに失敗すると強行手段で治療を受けた病院から帰宅する水野を金属バットで襲撃しようとするが、隆平に制圧されて未遂に終わる。教員をすることにやりがいがあり、教員を続けたかったと心境を訴えるが、一方で水野に対する謝罪と反省の言葉が一切無かった上に彼女の教師としてのあり方を否定するような不謹慎な罵声を浴びせており、そんな身勝手な言い分を嶋田から怒りを買い「1人の人間とお腹の子供を殺そうとしたお前に教師でいる資格も自分の行いを正当化する資格はない」と断罪される。その後、逮捕されて懲戒免職となる（第2話）。
澤田敦子（さわだ あつこ）
演 - 智順（第1話 - 第4話）
数学教師。2年1組担任。男子バレー部顧問。
顧問の立場を利用して3年生の部員・菊池に対して体に触れるセクハラ行為を行っており、そのことを知った涼子からセクハラの加害者であることを自首するよう説得されるが逆切れし、セクハラ認定が難しいと高を括っていたところ、部室で菊池をセクハラする動画と共に、バレー部員たちから警察に被害届が提出され、嶋田に強制わいせつ罪で逮捕される。セクハラをしていた菊池は自分の行為に喜んでいたと嶋田に言うも「きもいんだよ、おばさん。それはあんたの勝手な思い込みだ」と冷たく唾棄された。逮捕後もセクハラの不祥事が表沙汰になればバレー部は大会に出れなくなると脅すような発言をするが、「不祥事の隠ぺいは学校の専売特許だ」と嶋田が今回のセクハラ事案をばらそうとすれば、次は自分が生徒をセクハラする動画が流出し世間に晒され、選びたい放題と言えるほどの好き者の男たちが寄ってくるかもしれないと牽制され、懲戒免職となる（第4話）。
三田恵子（みた けいこ）
演 - 金沢雅美
養護教諭。
ハツカネズミの死骸を見て気絶してしまった水野を保健室で介抱する（第2話）。
他にも生徒が校内でトラブルや事故などで怪我をした際は手当や病院への引率のために度々登場する。
藤永雅子（ふじなが まさこ）
演 - 井上とし子
家庭科教師。
有働沙里（うどう さり）
演 - 宇田川はるか
理科教師。2年3組担任。
首藤直義（しゅとう なおよし）
演 - 宇羅げん
教師。
香原由美（かはら ゆみ）
演 - 烏森まど
教師。
原田政次（はらだ せいじ）
演 - 栗原ヒデアキ
理科教師。
芳井友蔵（よしい ゆうぞう）
演 - 波田佳典
技術教師。
鈴田蘭子（すずた らんこ）
演 - 百瀬葉
美術教師。

#### 教員（過去）
小川香里（おがわ かおり）
演 - 明日海りお
音楽教師。故人。捜査一課時代の嶋田の交際相手。教師としての正義感や責任感が大変強く、生前は古賀から仕事を押し付けられていた新津を庇うなどしていた。他にも、自身が請け負う仕事の他に学校中で起きたトラブルに巻き込まれた生徒一人一人にも誠実かつ真剣な態度で向き合っていた。
1年前に自宅アパートの外階段から転落し頭を打って脳挫傷で死亡したと警察に処理されているが、嶋田によると公表されていないが乗っていた自転車のブレーキワイヤーが切断されており、階段から転落するよりも前にブレーキが利かずに自転車で走行中に転倒して道路で全身を強打した疑いがあり、事故ではなく何者かに殺害された事件ではないかという疑惑があった。その真相は当時赤嶺中学野球部3年生だった松田が下級生の坂木を居残り練習でしごき、いじめていた件を小川にばらされそうになり、決まっていた推薦入試の話がダメになると考えていたところを、美術教師・岡部の涌井への暴行事件を調べ回っていた件で小川を疎ましく思っていた校長の木島から推薦入試がダメになるとけしかけられ、痛い目に遭わせようと木島に教えられた小川の自転車のブレーキワイヤーを切断したために発生した事件であったことが嶋田の捜査により突き止められた。
かつて入学した大学が親の力による裏口入学だったことを知り、教育実習の際に生徒たちと触れ合ったことで裏口入学に罪悪感を感じて大学を中退しており、その後、アルバイトで学費を稼ぎ、自身の力で大学に再入学し、教員採用試験に合格した過去を持つ。
岡部昌浩（おかべ まさひろ）〈33〉
演 - 遠藤雄弥 （第4話 - 第6話、第9話 - 最終話）
赤嶺中学の元美術教師。1年前に美術部の女生徒・涌井に部活中セクハラをした疑惑から保護者から抗議を受け、赤嶺中学から異動となる。セクハラ被害に遭った涌井の当時の担任であった音楽教師・香里と口論になり、二人が校長室に呼ばれている様子が目撃されている。
恋人・香里の事故死の真相を究明しようとする嶋田に所在を突き止められ、香里の自転車のブレーキワイヤーを切ったかを問い詰められるが、香里が事故死した当日は渡仏して美術館巡りをしており、日本にはいなかったと証言し、涌井に対し体を触った程度でなく暴行を働いていたが、香里の仲裁のおかげで警察沙汰にならずに済んだことから彼女に感謝しているので、彼女に危害を加えるはずがないと告げられる。また、涼子から隆平が過去の事件を嗅ぎまわっているとタレコミをうけマンションを引き払い所在が分からないよう逃げていたことを告げる（第6話）。
木島が逮捕されたことで涌井への暴行の件を警察が知るところとなり、警察が現在勤務する美大受験予備校に事情聴取に訪れたため過去の暴行が予備校関係者に拡散し、塾長の今野から自身が事件を隠していたこともあり一方的にクビを言い渡される。さらに暴行犯とSNS上に拡散されたことで芋づる式に婚約者の美希の個人情報もネットに晒されたことで、婚約を破棄されてしまう。そして自暴自棄となり、自宅で3Dプリンターを使い銃器を製造し、住浜警察署から釈放された木島を追いかけ報復で彼の腹部に発砲する（第9話）。
表向きは美月へのセクハラや暴行でクビになったと思われているが、赤嶺中学を追われた真相は、大学に行くお金に困った美月を見かねた香澄によってセクハラ事件を誘発させ、これ以上表沙汰にさせないための木島に指示されて美月の母親へ示談金420万円を払って赤嶺中学をやめることを条件に事件を隠蔽し、自身は周囲の目から逃れるために去ったことが真実であった。その後は事件の真相を知る美月と香澄を脅した上で復讐を遂げるべく赤嶺中学校に乗り込み、駆け寄った三枝を銃で発砲する。そして3年1組に乗り込み籠城しようとするも、嶋田との死闘の末、最後は彼に制圧されて不法侵入ならび、銃刀法違反ならび、殺人未遂の現行犯として逮捕された（最終話）。

#### 生徒

##### 3年1組生徒
西田雄一（にしだ ゆういち）
演 - 池田優斗
真田や市原と共に一ノ瀬の授業を聞かずに悪ふざけおり、後に真田が教室で暴れる様子がネットにアップされると常に携帯をいじっていた佐々木をネットにアップした犯人と疑い口論になる（第1話）。
バスケ部で同じクラスのアレンがスタメンに選ばれ、自分はスタメンを外されたため、逆恨みから市原とともに部活でアレンにいじめ行為を働くが、後日、市原が帰宅時に何者かに襲撃を受けて負傷する事件が発生したため、アレンによる報復で、次の標的は自分でないかと考え、彼を激しくけん制するようになる。市原を襲撃した犯人と早合点したことからアレンを探し出し、報復にアレンに暴行を加える。その際、たまたま外国人半グレ集団「オクタゴン」に強要されアレンが運んでいた違法なブランドバッグのコピー品を川に捨てたため、そのことを知った「オクタゴン」から報復のためアジトに拉致され、暴行を受けた上アジトに火を付けられるが、手足を拘束されていたために逃げ出せなかったところにアレンが駆けつけ、炎を飛び越え救出されたことでこれまでのアレンに対する行いを反省し、アレンが許してくれたことで友情を回復する（第5話）。
相良恭子（さがら きょうこ）
演 - 石井薫子
小学6年までアメリカに居た帰国子女で、高校の第一志望は将来英語を使う仕事に就きたいことから帰国子女が多い東和女子と考えていたが、実家が開業医で跡継ぎにすることを考えている母・律子からは桐蔭医大付に進学することを望まれており、母の押し付けにストレスを感じていた。授業で学ぶ内容では自身の学習レベルより低いことを理由に、英語の授業中にあからさまに内職をしていたことを水野に注意され、自分が悪いのにもかかわらず反抗的な態度をとる。子供のころからやることなすこと否定されるが、同時に期待する母・律子に嫌気がさしており、自分の意見を聞いてもらえるはずがないと悩んでいたため、涼子から英語のスピーチコンテストへの参加を勧められ、自分の実力とやる気を示すことを提案される。しかし、そのコンテストのチラシを部屋に無断に入り粗探しをしていた母に見つけられ破られてしまい、母をナイフで刺そうかと考えるが、同じく母親から進路や要求をしつこく押し付けられていることに苦しむ井上が自傷行為に走る姿を見たことで思い留まる。後日、スピーチコンテストに参加しようとするところを母に止められそうになるが、自分の意思を貫きコンテストに参加する。結果は落選であったが、嶋田と涼子に諭され自分の考えを押し付けようとしていたことを反省した母親から謝罪され、親子の不仲を解消する（第9話）。
寺岡蒼太（てらおか そうた）
演 - 石岡飛鳥
市原健太（いちはら けんた）
演 - 奥智哉
真田や西田と共に一ノ瀬の授業を聞かずに悪ふざけをしていた（第1話）。バスケ部で西田とともに部活でアレンにいじめを働くが、後日、進学塾からの帰宅時に何者かに襲撃され、袋を被せられ襲われたため相手の顔は見ていないが、確認できた拳の色からアレンがいじめの仕返しで襲ってきたと周囲に主張する。後に西田がこれまでのアレンに対する行いを反省し、アレンが許してくれたことで友情を回復する（第5話）。
竹村隼人（たけむら はやと）
演 - 小野瀬悠太
森凪紗（もり なぎさ）
演 - 小畑仁乃
真季と階段で密かにお菓子を食べている時に屋上に向かう新津を目撃した（第6話）。
藤川美沙希（ふじかわ みさき）
演 - 筧かな
アレン徳永（アレン とくなが）
演 - 川村ジーモン凛一朗
黒人の青年。バスケ部で顧問の涼子からスタメンに選出されたことで、同じクラスのバスケ部員である西田と市原から逆恨みされ、いじめを受けるようになる。いじめのことを知った涼子や柴田は気をもむが、外国人ということを理由に幼いころからいじめられていた自分を入学直後に西田がバスケ部に誘ってくれた友人であったことから、余計な心配は無用と涼子に笑顔で応える。そんなある日、市原が進学塾からの帰宅時に何者かに襲撃される事件が起きたため、市原の主張もあり、いじめの仕返しで市原を襲った犯人ではないかという疑惑の目が向けられる。早速、嶋田から市原の襲撃犯でないかとの取り調べを受けるが否定し、西田が激高していたことや、真犯人が半グレ外国人集団「オクタゴン」の幼馴染・マーカスであったこともあり、穏便に済むようにスタメンから外して欲しいと涼子に訴え、登校しなくなる。そんな中、マーカスから違法なブランドバッグのコピー品の運び屋を強要されるが、市原を襲撃した犯人と早合点した西田たちバスケ部員に見つかり、運んでいたバッグを川に捨てられてしまう。その後、バッグを捨てた報復で「オクタゴン」に拉致され暴行を受けた西田が火を付けられた「オクタゴン」のアジトに取り残されていたところに駆けつけ、炎を乗り越え西田を助けたことで、西田が自分の行いを反省したことで西田との友情を回復する（第5話）。
三村翔子（みむら しょうこ）
演 - 吉柳咲良
親友の岩井真帆がネットリンチを受け自殺する切っ掛けを作った収賄容疑で逮捕された真帆の父をネットで誹謗中傷した大人たち（その中に数学教師の一ノ瀬がいた）を「ブルーナイト」のアカウントでプライバシーを暴露する動画を投稿サイトで拡散し復讐していたが、同時に伸び悩みんだ成績のストレスを発散しており、そのことを嶋田に見抜かれ「ただむしゃくしゃしてやっただけだろ」と真帆への想いを真っ向から否定される。直後、翔子の復讐に遭った1人の男が学校を襲撃し殺されそうになるが嶋田に救出される。自分の復讐で無関係な人々を危険に晒したことを嶋田に糾弾され、自分の軽率な行為を反省し名誉毀損の容疑で逮捕される（第1話）。
学校に復帰後、ドラッグ事件が発生した際は嶋田に呼び出され真田と共に仲村に恨みを抱く人物を探してほしいと協力を求められそれに応える（第3話）。
以降、学校で様々な事件が発生する度に真田と共に嶋田から事件における一番関わりや疑いの深そうな生徒たちの情報を質問されるようになる。
三者面談では晴海高校を希望すること、母親が名誉毀損で捕まったことを気にしている旨を伝えるが、晴海高校の校長が元暴走族の総長だったため更生に理解があることを涼子から伝えられる。その後、嶋田に3年1組に仕掛けた電池切れの盗聴器を交換した対価として、LEDライトをもらう。嶋田と岡部の死闘の際、とっさに岡部の目にLEDライトを照らし、一瞬の隙を作る（最終話）。
山岸真季（やまぎし まき）
演 - 四ノ宮樹美
凪紗と階段で密かにお菓子を食べている時に屋上に向かう新津を目撃した（第6話）。
菊池京介（きくち きょうすけ）
演 - 鈴木悠仁（少年忍者 / ジャニーズJr.）
バレー部に所属しており、部活が終わった後も部室でひとり筋トレをしていたところにクラブ顧問の澤田が現れ、疲労回復のためにとマッサージを施してくれたが、その後も度々呼び出され体に触れられるセクハラを受けるようになる。呼び出しを拒むと関東大会に出場させないと脅され拒否できなかったため、成人女性に対しストレスを感じパニック障害の症状を発症するようになり、校内で涼子の手と触れたことでパニックを起こす。保健室で介抱された際に澤田のセクハラの件を告白し、涼子の協力で部員たちと共にセクハラ被害を警察に届けに行く。澤田がいなくなってからは柴田がバレー部の顧問を引き継ぎ、関東大会に向け部活に励んでいる（第4話）。
尾崎香澄（おざき かすみ）
演 - 鈴木梨央
3年1組の学級委員長。成績優秀、正義感や周囲への思いやりが強い。
東京都教育委員長の尾崎賢治は実父であるが、両親の離別により賢治とは既に別の家庭であるため月に一度、養育費を手渡ししてもらう場として食事会を開き顔をあわせていたが、賢治に悪態をついたことから食事会の打ち切りと養育費は今後振り込みで済ませると言い渡される。そのため、面倒ならば私を作らなければよかったのにと賢治に言い放つが、賢治からは自分は子供は欲しくなかったが、香澄の母が子供を欲しがっていたのだと言い返されてしまう（第9話）。
自分と同じように建築に興味を持つ涌井美月と建築関係の展示会で出会ったことで親交を深め、涌井が美術教師の岡部からセクハラを受けていることを知ると、家計が苦しい涌井と同じ建築学部のある大学で学べるよう、自身も父親の一件もあり身勝手な大人に不信感を抱いていたことも相まって、学費にする目的で岡部の暴行を誘発させ示談金を要求する恐喝事件を企てる入れ知恵を与えていたことが嶋田によって突き止められた。真相が明らかになった際は「自分が美月に指示した」と言って彼女を庇うが、香里が教師になった経緯と「取り返しのつかないことなんてない」と嶋田に言われたことで心の底から反省と後悔をする。岡部が教室に籠城した事件が解決した後は、元気で明るい姿で登校した（最終話）。
井上双葉（いのうえ ふたば）
演 - 唯藤絵舞
俳優活動を行っており小学生のころは名子役と呼ばれていたが、今では端役の仕事を得るのがやっとで自分には俳優としての実力がないと思っていたところに個人のホームページへのアクセス数が一桁であることを級友の市原と西田にからかわれたため、やりたくないのに母・律子に俳優活動を強要される生活に対する不満を爆発させ、怒りの捌け口を見いだせず、教室の黒板に頭を自分から何度も打ち付ける自傷行為に及び、頭部から出血しているところを嶋田に制止される。そのような状況になってもなおも芝居のオーディションへの参加を強要する母親に絶望するが、嶋田が母・律子に娘を自傷行為するまで追い込む虐待をしていると糾弾してくれたことで母が反省し救済される（第9話）。
深山敏春（みやま としはる）
演 - 田中奏生（幼少期：塩崎忍）
西田が外国人半グレ集団「オクタゴン」のメンバーに拉致される現場を目撃し、学校で級友たちにふれまわる（第5話）。
鞄がボロボロであることを西田に見つかった際に「こういうデザインだよ」と説明する（第6話）。
クラブで働くホステスの母・恵里香と介護が必要な寝たきりの祖母・サキと3人で暮らしているが、1か月ほど前から母がクラブの客に入れ込んで帰宅しなくなったため生活費が底をつき、1人で祖母の面倒を見なければならない若年介護者となって学校を休みがちになる。級友たちから給食のおかずを分けてもらうなどしていたが、食べるものに事欠きコンビニで菓子パンを万引きするなどして食いつないでいたところ、嶋田の代理でスクールポリスとして中学にやって来た旧知の三枝に助けられ、生活費を渡される。しかし、その生活費を借金取りに巻き上げられてしまったため、再びコンビニで菓子パンを万引きするが店員に捕まり、逃げようとして店員を突き飛ばすと転倒して後頭部を強打させ出血させてしまう。恐ろしくなり自宅アパートに逃げるが、そこで祖母から食事の世話を訴えられたため精神が錯乱し、祖母を殺しかけてしまい、その後もコンビニ店員を殺した自責の念で精神的限界に達したため、祖母を伴い川で入水自殺を試みるが、捜索していた三枝に発見され、コンビニ店員は亡くなっていないことを教えられ、自殺を思い留まる。しかし、店員に大怪我を負わせたことに変わりがないことから、三枝から家の祖母のことなどはフォローするので正直に事情聴取を受けるように注意される（第7話）。
成田千佳（なりた ちか）
演 - 田畑志真
3年2組担任の水野をとても慕っており、彼女が嫌がらせで気を失い保健室に搬送されたと聞きつけた際は真っ先に駆け付けている。水野から妊娠で栄養補給するための特製ドリンクのレシピを教えてもらっており、そのレシピを3年2組副担任の青木に教えている（第2話）。
真田一樹（さなだ かずき）
演 - 中川翼
数学の授業中に騒いでいたことを一ノ瀬に注意、挑発され教室で暴れだしたため、嶋田に器物損壊および暴行の現行犯で逮捕される。その後は厳重注意に留まったため、翌日にはクラスに戻るが「ブルーナイト」によって自身が学校で暴れ嶋田に逮捕される様子をネットにアップされてしまう（第1話）。
学校に復帰後、ドラッグ事件が発生した際は嶋田に呼び出され三村と共に仲村に恨みを抱く人物を探してほしいと協力を求められそれに応える（第3話）。
嶋田のスクールポリスとしての姿や警察官に憧れを抱くようになったのか、涼子に警察官になりたいという自身の胸中を明かした。
岡部が教室に侵入してきた際、隙を見て飛びかかろうとするも、岡部に右脚を撃たれてしまい、駆け付けた嶋田に自身のベルトで止血される（最終話）。
矢島裕（やじま ゆう）
演 - 長島令玖
野球部員のピッチャー。練習試合中に目に向かってレーザーを照射され瞼を閉じてしまい、バッターの打球を頭部に被弾し脳震とうを起こし気を失う（第8話）。
松本柚葉（まつもと ゆずは）
演 - 牧野羽咲
向井大（むかい だい）
演 - 水野哲志
バスケ部員。部活の朝練で西田や市原とともにアレンをいじめていた（第5話）。
佐々木悠馬（ささき ゆうま）
演 - 宮世琉弥
常に携帯をいじっていたため、真田が一ノ瀬を暴行する動画をネットにアップした犯人ではないかと西田に疑われ口論になる（第1話）。
2年までサッカー部に所属しており都大会を目指し練習に励んでいたが、練習中にチームメイトの仲村と接触したことで右膝を負傷したためレギュラーを取れずサッカー部を去る。目標を失い鬱屈した気持ちから学校の備品を窃盗し転売して小遣いを稼いでいたが嶋田に突き止められたことで反省する。転売前の窃盗した備品とこれまで転売で儲けた金の全額を返却したことから、事なかれ主義の校長の木島に反省したとして窃盗を不問にされる（第3話）。
中野夏美（なかの なつみ）
演 - 宮原和
教室では千佳や双葉と一緒にいることが多い。
楠田大地（くすだ だいち）
演 - 宮本龍之介
バレー部員。涼子によって菊池が顧問の澤田にセクハラされているという事実を知らされるが事実が露呈することで関東大会に出られなくなる不安から一度は菊池への協力を他の部員と共に拒否する。嶋田が手を回しセクハラの証拠をつかんだことで再度涼子に説得され、他の部員と共に被害届を提出するため警察署に向かった（第4話）。
渡辺奈美（わたなべ なみ）
演 - 山本海心
教室では香澄や恭子と一緒にいることが多い。優等生グループの1人。
涌井美月（わくい みづき）
演 - 米倉れいあ（821）
看病していた母が退院し1ヶ月ぶりに赤嶺中学に登校するが、実際は1年前に当時の美術教師・岡部から部活中に体を触られるセクハラを受けたショックから度々休校していた（第4話）。
アレンとは同じ団地に住む幼馴染で学校に来なくなったために心配しており、心当たりの公園にいたアレンに声をかけている。また、学校に来なくなったアレンを探す涼子によく行く心当たりがある場所を伝えていた（第5話）。
自分と同じように建築に興味を持つ尾崎香澄と建築関係の展示会で出会ったことで親交を深め、そのなかで美術教師の岡部からセクハラを受けていることを香澄が知るところとなり、初めは岡部を懲らしめるために暴行騒動を誘発していたが、香澄の入れ知恵で同じ大学の建築学部に入学した際の学費にするため、岡部から暴行事件の示談金をせしめる恐喝事件の計画に乗っていたことが嶋田の捜査により明らかにされた。真相が明らかになった際は心身共に限界を迎えかけるも、香里が教師になった経緯と「取り返しのつかないことなんてない」と嶋田に言われたことで心の底から反省と後悔をする。岡部が教室に籠城した事件が解決した後は、元気で明るい姿で登校した（最終話）。
笹本エレーヌ（ささもと エレーヌ）
演 - 和氣マヤ

##### 3年2組生徒
大沢莉子（おおさわ りこ）
演 - 荒川ひなた
大林優也（おおばやし ゆうや）
演 - 荒木飛羽
担任の水野に対して「流産すればいい」と周囲に言い回り、彼女の机にハツカネズミの死骸を入れたことをクラスメイトの彩花に非難され、暴力をふるったため、嶋田に暴行罪の現行犯で逮捕される。
しかし実際は3年2組の中で唯一水野の妊娠を祝福している思いやりのある性格の持ち主。当初クラスの生徒たちは水野を慕っていたが、妊娠をきっかけにクラスによる批判や嫌がらせが始まったことに強い怒りを覚えており、水野を守るためマタハラ問題を顕在化させ女生徒たちの同情心が水野に向くように仕向ける目的で敢えて彼女の悪口を周囲に言い回り、ハツカネズミの事件を起こし容疑の目を自分に向くよう仕掛けていた。母親が水野への抗議に来校した時に水野をかばうため本気の怒りを見せる矛盾した行動をとったことで嶋田に自身を逮捕させることが計算であったことを見抜かれる。事件解決後、嶋田のマタハラを糾弾するスピーチに対して安堵した表情を見せる（第2話）。
田中理世（たなか りせ）
演 - 五十嵐愛月羽
河野凛（かわの りん）
演 - 梅垣日向子
須藤和奏（すどう わかな）
演 - 緒川佳波
天野沙耶（あまの さや）
演 - 川崎帆々花
三上真司（みかみ しんじ）
演 - 木村聖哉
父親が大学で薬品の研究をしており、大林の命令で父の勤務する大学からハツカネズミの死骸を持ち出すが嶋田に見抜かれ尋問を受ける（第2話）。
野球部員で過去に守備練習中エラーをしたことで部活に熱の入った顧問の阿部から平手打ちを受け鼓膜が破裂したことがあり、その時は阿部のことを恨んだが、鼓膜が治ったこともあり今では恨みはないと嶋田の事情聴取に答える（第8話）。
大江心葉（おおえ ここは）
演 - 小春
山栞里（やま しおり）
演 - 澁谷ひいろ
岩下翔（いわした しょう）
演 - 志村魁
バレー部員。涼子によって菊池が顧問の澤田にセクハラされているという事実を知らされるが事実が露呈することで関東大会に出られなくなる不安から一度は菊池への協力を他の部員と共に拒否する。嶋田が手を回しセクハラの証拠をつかんだことで再度涼子に説得され、他の部員と共に被害届を提出するため警察署に向かった（第4話）。
有馬さおり（ありま さおり）
演 - 首藤悠羽
上村茂（うえむら しげる）
演 - 田幡夏希
長田彩花（ながた あやか）
演 - 豊嶋花
水野の机にハツカネズミの死骸を入れた大林を非難したことから、大林に暴力を振るわれる（第2話）。
1組の佐々木に1年のころから好意を寄せているが彼からは拒絶されており、家庭が裕福でこれまで欲しい物は全て手に入れてきたことから、彼を恋人にすることを諦めきれずストーカー行為や1人で佐々木に勉強を教える様子を妄想する現実逃避を繰り返すようになる。佐々木に近付くべく彼の行きつけのスポーツ店の店長の高山と親しくなり、そこで偶然高山がドラッグを密売していることを知り、佐々木に喜んでもらおうと彼がサッカー部を辞めるきっかけを作った仲村にドラッグを使い復讐することを思いつく。しかしサッカー部出身の佐々木にドラッグ事件の犯人の疑いの目が向けられたことから彼を容疑から外すため無差別犯の犯行に偽装しようとバドミントン部のドリンクにドラッグを混入しようとしていたところを嶋田に取り押さえられる。佐々木に拒絶されては自分は生きていても意味が無いと自暴自棄になるがその発言が嶋田の逆鱗に触れたことで額に拳銃を向けられ、自身の命を蔑ろにすることの愚かさを説かれたことで涙を流しながら謝罪し、拳銃を向けられた恐怖から膝から崩れ落ちる（第3話）。
笹峰エマ（ささみね エマ）
演 - 東ノエル
水野の机にハツカネズミの死骸を入れた大林のことを彩花とともに非難する（第2話）。
河合陸（かわい りく）
演 - 古舘緩樹
城岡さくら（しろおか さくら）
演 - 丸本凛
彩花とエマが逮捕された大林の悪口を言っていたところに大林が登校したため、彼女たちの悪口を制止する（第2話）。
土屋力（つちや りき）
演 - 三谷麟太郎
バスケ部員。アレンがいじめの仕返しに市原を襲ったと早合点した西田と共に、学校に来なくなったアレンを探し出し、彼を襲う（第5話）。
井口桃香（いぐち ももか）
演 - 三本采香
田村（たむら）
演 - 山崎雄大
バスケ部員。アレンがいじめの仕返しに市原を襲ったと早合点した西田と共に、学校に来なくなったアレンを探し出し、彼を襲う（第5話）。
平野拓海（ひらの たくみ）
演 - 山下夕越
渡辺勇（わたなべ いさむ）
演 - りょうた

##### その他の生徒
奈良橋英里（ならはし えり）
演 - 長澤樹
音楽室でモーツァルトの「レクイエム」をピアノ演奏しており、嶋田に赤嶺中学校には無念の死を遂げたある人物がさまよっているという噂話を教える（第1話）。
1年前に事故死した音楽教師・香里について嶋田から何か変わった様子はなかったかと問われると「死ぬ前、ピアノの音が揺れてた」と答え、さらに隆平から香里の死に何か関係しているのかと問い詰められると「私が先生を殺した」と吐露する（第3話）。
入学当初から学校に馴染めず授業を抜け出し音楽室に入り浸っており、自分が香里に迷惑をかけたことで転落死してしまったのではないかと思い悩んでいた（第4話）。
今井莉緒（いまい りお）
演 - 藤嶋花音
2年1組の女子生徒。陸上部のマネージャーをしており、同性ながら陸上部の小峰に恋愛感情を抱いて彼女を盗撮していたが、その行為がエスカレートして体育館の女子更衣室にカメラを仕掛け盗撮するようになる。小峰への思いは自分一人の秘密にしていたが、盗撮動画を兄に発見されてしまい課金目当てで動画サイトに投稿され外部に流出する。嶋田の流出動画の分析から盗撮の犯人であることを突き止められ、小峰への思いから盗撮したことを認め盗撮動画が外部に流出した自責の念から陸上部を辞めてしまうが、嶋田から同性に興味がある人間は世の中にごまんといると擁護され、小峰たち陸上部員からマネージャーに戻ってきて欲しいと声をかけられ陸上部に復帰する（第4話）。
坂木司（さかき つかさ）
演 - 山時聡真
3年3組の生徒。野球部員。1年前、部活中の熱中症が原因で交通事故に遭い、顔に傷を負ったのを見られるのが嫌なため不登校になったと報告されていた。しかし、部活中も部員の体調を気遣い、交通事故に遭った後も板書のコピーをメールで送るなどフォローしてくれたことから阿部には恨みはなく、逆に阿部のために学校に登校しなければと嶋田に告げる。しかし実際は1学年上の野球部員・黒石と松田たちが下級生の部員を居残り練習させてしごいており、そのしごきで熱中症となったことで交通事故に遭っていた。そのことを見舞いに来た小川香里に告白したことで、小川が黒石に注意し、逆恨みした黒石が病院に乗り込んで他言しないよう暴力をふるわれ、その直後、事故で小川が亡くなったことを伝え聞き、小川は黒石に殺されたのではないかと直感し、次は自分が黒石に殺されるかもしれないと恐怖して不登校となっていた（第8話）。

### その他

#### 東京都教育委員会
尾崎賢治（おざき けんじ）
演 - 升毅（第1話・第5話・第8話 - 最終話）
教育長。
音楽教師・香里の事故死について調べまわる嶋田を外し、別のスクールポリスを斡旋して欲しいという校長・木島の要望を、隆平はスクールポリスとして問題なく機能しているので不要であると跳ね除ける（第5話）。
傷害教唆容疑で校長の木島が逮捕されると、赤嶺中学の教員たちにマスコミに余計な話をしないよう通達するよう秋吉に指示を出す。そして木島の逮捕騒動が落ち着いた1週間後に赤嶺中学を来訪し、木島に暴行を働いた上、公私混同でスクールポリスの職務をしていた嶋田に批判の言葉をかける（第8話・第9話）。
赤嶺中学3年1組の尾崎香澄の実父で、香澄の家庭とは別に本妻と受験を控えた年頃の子供がいる家庭があり、月に一度香澄に養育費を手渡しするため食事会を開き顔を合わせていたが、香澄から悪態をつかれたことで言い争いとなり、香澄が高校受験が近づいて多忙だろうという理由をつけて今後は食事会を打ち切り、養育費も振り込みで済ませると言い渡す（第9話）。
赤嶺中学の襲撃事件後、面倒なことになる前にスクールポリス制度の採用に積極的だった副長の尻尾切りを画策するが、直後にスクールポリス制度を発案した文科大臣から電話で一連の責任を押し付けられ失脚する（最終話）。
秋吉昌巳（あきよし まさみ）
演 - 岩戸秀年（第8話 - 最終話）
尾崎の側近。

#### 「王様の味」
六田（むた）
演 - 谷川昭一朗
涼子と柴田、水野の行きつけの食堂「王様の味」の店主。

### ゲスト

#### 第1話
慎吾（しんご）
演 - 元木湧（少年忍者 / ジャニーズJr.）
慶城附属中学校の生徒。山瀬の腹を蹴る。嶋田に襲いかかるも逮捕され、慶城附属中学校から退学になった。
栄司（えいじ）
演 - 内村颯太（少年忍者 / ジャニーズJr.）
慶城附属中学校の生徒。山瀬がカツアゲされる様子を撮影して楽しんでいた。嶋田に襲いかかるも逮捕され、慶城附属中学校から退学になった。
祐希（ゆうき）
演 - 深田竜生（少年忍者 / ジャニーズJr.）
慶城附属中学校の生徒。山瀬の財布から金を奪い取る。嶋田に襲いかかるも逮捕され、慶城附属中学校から退学になった。
岩井真帆（いわい まほ）
演 - 森﨑美月
三村翔子の親友。別の小学校に通っていた翔子とは学習塾で知り合った。翔子と共に清純女子学園中学校という私立中学校を目指していたものの、翔子が不合格。悲しむ翔子を「清純女子は高校受験で入れるから」と優しく慰めた。しかしその後、父親が逮捕されたことで同級生から激しくいじめられ、翔子からの電話にも出ないようになり、苦悩の末に飛び降り自殺した。
山瀬邦夫（やませ くにお）
演 - 西大河
慶城附属中学校の生徒。慎吾・栄司・祐希にカツアゲされていたところを嶋田に助けられる。
真田泉美（さなだ いずみ）
演 - 春木みさよ
真田一樹の母。
黒鉄哲夫（くろがね てつお）〈46〉
演 - 今里真
三村翔子にプライバシーを晒され赤嶺中学校に復讐に現れた男。三村を見つけて襲うも、嶋田によって返り討ちされ、殺人未遂の現行犯として逮捕された。
加藤吉彰（かとう よしあき）
演 - 内谷正文
「ゆるっと!情報ワイド」の出演者。現代ニュースメディア研究所所長。スクールポリス制度に関して賛成意見を述べる。
住浜署の警官
演 - 中野剛
住浜署・少年課係長。真田一樹を厳重注意扱いで逮捕を取り下げる。
女性
演 - 中村容子
岩井家の近所に住む女性。岩井家を訪問した嶋田と三枝に岩井が1ヵ月前に引っ越したことを証言し、マスコミが1日中張り付いていたため居づらくなったのではないかと話す。
岩井達夫（いわい たつお）〈51〉
演 - 木村清志
真帆の父。収賄容疑で逮捕された官僚。
かりすま〜ず
演 - かりすま〜ず
真田たちが数学の授業中にスマートフォンで視聴していた動画に出ていたお笑いコンビ。
伊藤えり子（いとう えりこ）
演 - Yoshiko
「ゆるっと!情報ワイド」の出演者。東京国際文化大学法律学部教授。スクールポリス制度に否定的な意見を述べる。

#### 第2話
大林優也の母
演 - クノ真季子
息子が水野にハツカネズミの死骸を使って嫌がらせをした濡れ衣を着せられたと伝え聞き、学校に抗議に訪れるが、嶋田から威力業務妨害で逮捕することになると制止される。
沼田修（ぬまた おさむ）
演 - 内藤聖羽
理科の教員免許を持つ松城区立川第二中学校教員。3年2組副担任・青木の友人。5年前、青木に教員免許を貸し出し、青木はその免許を元に自分の名前の教員免許を偽造している。
女子生徒A
演 - 田中杏奈
赤嶺中学校の女子生徒。女子生徒Bと共に嶋田に絡み、しつこく告白してくる男子の愚痴を言うが、スクールポリスの範疇ではないとあしらわれる。
女子生徒B
演 - 根岸姫奈
赤嶺中学校の女子生徒。女子生徒Aと共に嶋田に絡み、オカルト好きの女子が呪いの呪文ばかり唱えていると愚痴を言うが、放っておくようにとあしらわれる。
男子生徒
演 - 中村碧、遠藤翼空、寺下優輝
赤嶺中学校の2年の男子生徒。青年向け雑誌を教室に持ち込んでいたのを嶋田に見つかり、「ほどほどにな」とたしなめられる。

#### 第3話
仲村紀明（なかむら のりあき）
演 - 藤本哉汰
3年3組の生徒。サッカー部所属。授業中に突然大声で笑い出し、服を脱ぎ捨てて廊下の窓から飛び降りようとするが嶋田に間一髪のところで制止され、そのまま失神する。異常行動をとったことからドラッグ使用疑惑が持ち上がり、同時期に学校の備品が盗難されネットで転売される騒ぎがあったことから、ドラックを購入する資金にするために備品を盗んでいたのではないかと嫌疑をかけられる。元々サッカー部では補欠であったが2年の時に練習試合で佐々木を負傷させてしまい佐々木がそのまま怪我の悪化により部を辞めたことでレギュラーになった経緯から、わざと佐々木に怪我を負わせたという噂があった。佐々木の負傷事故は不慮の出来事であったが、佐々木に好意を寄せていた長田に恨みを買われ朝練のドリンクにドラッグを混入されドラッグ使用疑惑からサッカー部は無期限活動停止に追い込まれる。事件の真相が隆平によって解明され無実が証明されたことから謹慎を解かれサッカー部の活動再開を認められる。
新垣毅（あらがき たけし）、沼尻裕太（ぬまじり ゆうた）
演 - 岡島遼太郎、夏目航太朗
赤嶺中学サッカー部の2年生。仲村と同じく服を脱ぎ捨て大声で笑いながら校庭に走り出し失神したため、サッカー部全体がドラックで汚染されている疑惑が浮上し、本人たちはドラックの使用を否定するが、サッカー部は無期限の活動停止となる。後に嶋田の捜査で朝練で仲村と同じボトルのドリンクを3人で回し飲みしていたことが確認され、調査を依頼された三枝の協力でドリンクのボトルにドラックが仕込まれていたことが判明する。
角田（つのだ）
演 - 古田敦也
3年3組の男子生徒。「サッカー部に恨みをもっているやつ」として三村が見つけた人物。ドラッグ事件の被害者である仲村に彼女を奪われたため、争っていたうえに、事件前からサッカー部の部員とは仲が悪かったため事件への関与を疑われていたが、無関係であった（第3話）。
阿部が闇部活をしていると噂が出た際は真田曰く、「阿部先生のお陰でチームが強くなった」と好意的な情報を教えた（第8話）。
坂田（さかた）
演 - 坂田湧唯
2年1組の男子生徒。ドラッグ事件による指紋検査を拒否して暴れるが、親から許可が下りたという理由で嶋田に取り押さえられる。
高山（たかやま）
演 - 大迫一平
「高山スポーツ」の店長。赤嶺中学サッカー部のOBで佐々木が兄のように慕う人物。学校の備品窃盗の件で問い詰められ逃げ出した佐々木が逃げ込んでいないか確認に訪れた涼子にドラッグを買いに来た客と、激しい動悸と異常な発汗をする様子を目撃され、ドラッグを使用していることを気付かれたため口封じに涼子を襲おうとするが、駆けつけた嶋田に制圧され逮捕された。スポーツ店で取り扱っているサッカーボールの中に「スノーシャワー」と呼ばれるドラッグを隠す手口で南米から密輸していた。
男女
演 - 安田ユウ、瀬口美乃
「高山スポーツ」を訪れ「スノーシャワー」を買いに来ていたのを涼子に見られる。

#### 第4話
今井（いまい）
演 - 内藤光佑
莉緒の兄。1か月前、親と喧嘩して家出してネットカフェで生活していた。赤嶺中学の女子更衣室の盗撮動画を動画投稿サイトに課金目当てで投稿した容疑で、嶋田の捜査で動画を投稿した潜伏先のネットカフェを特定され署まで連行される。当初は学校に潜入し更衣室にカメラを仕掛けたと発言していたが、発言内容に矛盾があったことから虚偽であることが判明し、動画の入手元が妹の莉緒で、妹の部屋に入った際に映像を見つけたのが真相で、妹を庇うために嘘をついていたことが判明する。
小峰環（こみね たまき）
演 - 舞優
2年1組の女子生徒。陸上部員で莉緒から好意を寄せられているが、そのことは知らない。マネージャーを辞めてしまった莉緒に陸上部に戻ってくるように呼び掛ける。

#### 第5話
芦田薫（あしだ かおる）
演 - 稲川美紅（第7話）
私立朝露学園高等学校の女子高生。2年前、辻ノ宮中学3年の時、いじめの首謀者として涼子が担任をするクラスでクラスメイトの亜由美をいじめていたので、涼子は被害者の亜由美を守るため、学校や保護者と衝突を繰り返しクラスが二派に別れて争う学級崩壊を招き吊し上げに合う形となったため、一派からの糾弾に耐えきれず教室の窓から投身自殺を図るが一命を取り留めている。そのような経緯のため、現在でも涼子のことを「クズ教師」と逆恨みしている。
マーカス瑠偉（マーカスるい）〈32〉
演 - モーゼス夢
船渡地区の外国人半グレ集団「オクタゴン」の黒人リーダー。アレンと同じ船渡地区に住む幼馴染で、アレンがバスケ部員からいじめられていることを知って、敵討ちと称しジュワニに命じて市原を襲撃させる。アレンに違法なブランドバッグのコピー品の運び屋を強要するが、西田に川に捨てられてしまったため、報復で西田をアジトに拉致監禁し手酷い暴力を行う。アジトを嶋田にガサ入れされたため、火をつけて逃走を図ろうとするが、三枝が事前に手配した住浜署の警官に取り囲まれ、他のメンバー諸共逮捕される。
ジュワニ誠（ジュワニまこと）〈31〉
演 - 星野ルネ
「オクタゴン」の黒人メンバー。アレンをいじめていた市原をマーカスの命令で塾からの帰り道に襲撃する。ブランドバッグのコピー品を川に捨てた西田をアジトに拉致する。
ルイス・サンフォード〈31〉
演 - トム・コンスタンタイン
「オクタゴン」の白人メンバー。ブランドバッグのコピー品を川に捨てた西田をアジトに拉致する。
オナイワ美道（オナイワよしみち）〈29〉
演 - アンドリュー
「オクタゴン」のメンバー。
三國ヘンリー（みくにヘンリー）〈27〉
演 - Antonio Angelov
「オクタゴン」のメンバー。
金澤ケネディ（かなざわケネディ）〈27〉
演 - B.T.
「オクタゴン」のメンバー。
ンドガ・コアミ〈25〉
演 - エイベル ナカオ
「オクタゴン」のメンバー。
相澤クレメント（あいざわクレメント）〈21〉
演 - ロメオ・ジャクソン
「オクタゴン」のメンバー。

#### 第6話
男子生徒
演 - 蒼井旬、堀越俊哉
1年生の男子生徒。英語の授業中に大声で話をしていて、新津に注意されると、屁理屈を言って教室から出ていく。

#### 第7話
深山サキ（みやま サキ）
演 - 白川和子
敏春の祖母。恵里香の母。散歩中に階段を踏み外して大怪我をし、1カ月前から動けなくなって寝たきりになってる。家には孫の敏春しかいないため、彼に食事の世話などを頼り切って空腹を訴えていたが、敏春がコンビニ店員を殺してしまったと思っていたときにもいつものように空腹を訴えたことで敏春を苛立たせ、発作的に口を枕で覆われ殺されそうになる。後に、敏春からコンビニ店員を殺したことを打ち明けられ、生きていけないと一緒に無理心中することを求められ、敏春からの要求に同意する。しかし、既のところで三枝に発見され、未遂に終わっている。
茂木（もぎ）
演 - 小林隆
涼子がかつて勤務していた辻ノ宮中学の元校長。担任していたクラスで自殺未遂事件が発生し、周囲から責任を押し付けられ涼子は依願退職をすることになったが、彼女は自分の利益のために動く人間ではなく、どんなときも周りの人のために最善を尽く人物であると、涼子のことを調べに来た嶋田に対し彼女を擁護する発言をした。
深山恵里香（みやま えりか）
演 - 中島亜梨沙
敏春の母。過去に男に入れ込み家に帰らず幼かった敏春をネグレクトして見捨てた過去があり、1ヶ月ぐらいで男と別れて真面目に働くようになり、それから半年後に敏春と一緒に暮らすようになる。しかし、最近1ヶ月ほど前から仕事と母の介護に嫌気がさし現実逃避して再び男に入れ込む生活に戻ってしまう。しかし入れ込んだ男から捨てられしまい、借金取りに追われていたこともあり、働いていたクラブに匿ってもらっていたため、結果的に再び敏春をネグレクトした形になっていた。そのことから涼子からサキのデイケアの申請書を渡され、生活保護や借金返済を役所に相談して敏春の元に戻るよう説得される。その後敏春が自殺しようとした川原で敏春と再会し、自殺しようとした敏春を叱りつつ今まで負担を背負わせていたことを謝罪し、敏春との和解を果たす。
木下（きのした）
演 - 玉置孝匡
コンビニ店員。菓子パンを万引きした敏春を捕まえ清算するように伝えるが、敏春に突き飛ばされ転倒し、店のぼり旗の土台で後頭部を強打し出血する大怪我を負うが、命に別状はなかった。
高瀬文江（たかせ ふみえ）
演 - 山﨑千惠子
こども食堂を運営する女性。こどもたちのために食事を提供していたが、ある日、匿名で大量の豚肉が送られてきたことからとんかつにして提供する。
石橋（いしばし）
演 - 是近敦之
恵里香が働いていたクラブ「ナイトイン蝶々」のマネージャー。男に捨てられ借金取りから逃げていた恵里香を店に匿っていた。
中山（なかやま）
演 - 中田敦夫
住浜署の刑事。敏春がコンビニ店主を押し倒し負傷させた事件の捜査に当たる。
刑事
演 - 掛川大輔
住浜署の刑事。敏春がコンビニ店主を押し倒し負傷させた事件の捜査に当たる。
正樹（まさき）
演 - 石倉来透
文江が経営するこども食堂で勉強をしていた少年。敏春が車椅子に乗ったサキを連れて河原の方へ歩いて行ったことを三枝に証言した。
安藤（あんどう）
演 - 生津徹
ヤクザのフロント企業・七都興業の幹部。敏春の母に金を貸しており、子分の紀田に暴力をふるわせ、負傷した敏春から金を巻き上げ回収したので、三枝からの今までの借りを返すため単身乗り込んだ嶋田から鉄拳制裁を前提に半殺しにされた後、「今度弱い奴に手を出したら本気で潰す」と警告された。
紀田（きだ）
演 - 山口岳彦（瞬間メタル）
安藤の子分。借金の取り立てで三枝が生活費として敏春に渡した金を巻き上げる。兄貴分の安藤と同様、嶋田から鉄拳制裁で半殺しにされる。

#### 第8話
松田宏太（まつだ こうた）
演 - 水沢林太郎
赤嶺中学野球部OB。黒石の友人。嶋田に小川と涼子が言い争う音声データを送信した張本人。坂木を居残り練習でしごき、いじめていた件を小川にばらされると推薦入試の話がダメになると思い、岡部の件で小川を疎ましく思っていた校長の木島から推薦入試がダメになるとけしかけられたこともあり、痛い目に遭わせようと木島に教えられた小川の自転車のブレーキワイヤーを切断するが、小川が亡くなってしまう。その後、小川の墓前で目撃した嶋田がスクールポリスとして赤嶺中学に配属されたことを知り、小川の死の真相を調べに来たと考え、容疑の目が涼子に向くように、例の音声データを嶋田に送信していた。そして嶋田の捜査によってその真相に辿り付かれた結果、香里の事故やそのきっかけを起こさせた黒幕が木島である真実を嶋田に明かした。
黒石雅和（くろいし まさかず）
演 - 桜木那智
赤嶺中学野球部OB。1年前、部活で坂木などの下級生を居残り練習でしごき、いじめていた。被害に遭った坂木が小川香里にそのことを告白したことで小川から注意されたため、逆恨みして坂木が入院する病院に乗り込んで他言しないよう暴力をふるっており、それが原因で黒石を恐れ坂木は不登校になってしまった。坂木や嶋田から黒石が小川を殺したと思っていたが、部活内でいじめを行っていただけで事件とは無関係だった。
後藤ヒロム（ごとう ヒロム）
演 - 林航太
赤嶺中学野球部OB。黒石と松田の友人。
坂木いつき（さかき いつき）
演 - 岩橋道子
司の母。本当は上級生の黒石や松田たちがやらせていた居残り練習であったが、休みなく阿部が野球部の部活を行い過度な練習を続けさせ息子の司が熱中症となり交通事故に遭ったと思い込んでいたことから、自分の息子のような出来事を二度と起こさないよう校長の木島に抗議していたが改善されなかったため、そのことを分からせるために仁村を雇い投球中の矢島にレーザー照射をさせていた。矢島から被害届が提出されており逮捕されることになる。
仁村（にむら）
演 - 山崎画大
窃盗の前科があり定職に就けずネットで何でも屋のようなことをしている男。坂木司の母・いつきに金で雇われ区営グラウンドの向かいのホテルから投球中の矢島にレーザーを照射しており、聞き込み調査で行方を捜し当てた三枝に確保され白状する。
女性
演 - ともさと衣
赤嶺中学校の近所に住む女性。矢島のレーザー照射事件があった日に、学校近くのホテルの側に駐車してあった車からグラウンドを見ていた男（仁村）がいたことを三枝に証言した。

#### 第9話
涌井静香（わくい しずか）
演 - 中島ひろ子（最終話）
美月の母。岡部から娘が暴行を受けたことを気性の荒い旦那・龍夫が知ると騒動が大きくなることを恐れ、美月と暴行の件を秘密にしている。その一方で、娘を暴行した示談金を岡部に要求して420万円を受け取っていた（第9話・最終話）。
相良律子（さがら りつこ）
演 - 堀内敬子
恭子の母。開業医で娘の恭子に跡を継いでもらうため、娘の意向を無視して桐蔭医大付属に進学させようと考え、自分の考えを恭子に押し付けようとしていたが、嶋田からこのままでは恭子が一生あなたを恨みながら生きていくだろうと糾弾されたことで、過去に母にパティシエになる夢を潰され、母を恨み続けている自分と同じ目に遭わせていることに気付かされ反省し、恭子の第一志望だった英和女子への受験を応援するよう考えを改めた。
井上弥生（いのうえ やよい）
演 - 西尾まり
双葉の母。ステージママで娘の双葉に本格的に芸能活動させるため、彼女の意向を無視して通信制の高校に進学させようと考えていたが、双葉が芸能活動を強要されることに怒りを爆発させ、怒りの捌け口を見つけることが出来ず頭を黒板に何度も打ち付ける自傷行為を行うところまで子供を追い詰める虐待を行っていると嶋田に糾弾されたことで、反省して考えを改める。
涌井龍夫（わくい たつお）
演 - 宮本大誠
美月の父。具合の悪い母・静香に代わり美月の進学先を話し合う三者面談のため赤嶺中学を訪れる。相当ケチな性格で、娘には交通費のかからない公立高校に進学させると頭ごなしに涼子に告げたことから、美月の考えを聞くべきではと涼子にたしなめられるが、父に何を言っても無駄だと美月に言われたため美月に暴力をふるいかけたことから、嶋田からこれ以上手を出すと暴行罪で逮捕すると制止される。
今野栄作（こんの えいさく）
演 - 水野智則
岡部が勤務する芸大・美大受験予備校「惠輪美術学院」の塾長。過去に岡部が起した涌井への暴行事件の件で予備校に警察が事情聴取に訪れたことで、その様子を盗み聞きした予備校生たちによりSNSに暴行事件の件が拡散され保護者からクレームがきたことから、岡部にクビを言い渡す。
美希（みき）
演 - 土井玲奈
岡部の婚約者。資産家の娘。木島が逮捕されたことで過去の涌井に対する暴行事件がネットで拡散され岡部が生徒を暴行した変態教師と知り、交際している自分の個人情報もネット上に晒されたため、婚約を破棄する。
涌井恵（わくい めぐみ）
演 - 志水心音
美月の妹。美月とは年が離れており幼い。

#### 最終話
老人
演 - 藏内秀樹
美月の住む団地付近を散歩していた老人。木島を襲撃して逃亡中の岡部が美月に詰め寄っていたところを目撃されて、香澄が鳴らした防犯ブザーの音を聞いて警察に通報する。
尾崎靖代（おざき やすよ）
演 - 武藤晃子
香澄の母。三者面談に香澄と一緒に参加していた。
三村翠（みむら みどり）
演 - 芳野友美
翔子の母。翔子が名誉棄損の罪で補導されたことが高校入試に影響しないかと心配していたが、三者面談で浅村から進学希望先の校長が元暴走族で、過ちを犯した人間に寛容な人物であることを説明され、補導されただけで前科はないと励まされたことで安心し、「担任が浅村先生でよかった」と話していた。

## スタッフ
- 原案 - 佐々木充郭『スクールポリス』（ポプラ文庫）
- 脚本 - 大石哲也、山岡潤平、小島聡一郎
- 音楽 - 菅野祐悟
- 主題歌 - SHE'S「追い風」（Virgin Records）[36]
- 警察監修 - 石坂隆昌
- プロデューサー - 河西秀幸、国本雅広、高橋史典
- 演出 - 国本雅広、白川士、高橋貴司
- 制作 - カンテレ、ケイファクトリー

## 放送日程
| 各話                                                                        | 放送日  | サブタイトル                                           | 脚本       | 演出     | 視聴率 |
| --------------------------------------------------------------------------- | ------- | ------------------------------------------------------ | ---------- | -------- | ------ |
| 第1話                                                                       | 1月12日 | 日本初のスクールポリスが学校悪を裁く! 最恐の救世主誕生 | 大石哲也   | 国本雅広 | 8.9%   |
| 第2話                                                                       | 1月19日 | 学校内警察が撃退! 妊娠教師脅かす悪人                   | 大石哲也   | 国本雅広 | 8.3%   |
| 第3話                                                                       | 1月26日 | 盗難&薬物… 犯人に鉄槌を! 命を説く学校内警察            | 山岡潤平   | 白川士   | 8.0%   |
| 第4話                                                                       | 2月02日 | 盗撮で発覚… 学校震撼の悪事卑劣な犯人を成敗だ           | 大石哲也   | 白川士   | 8.5%   |
| 第5話                                                                       | 2月09日 | いじめは犯罪だ! 鉄拳制裁を… 学校内警察の正体           | 山岡潤平   | 国本雅広 | 7.9%   |
| 第6話                                                                       | 2月16日 | 新人の教師を救う… はずが!? ブラック職場を断罪          | 小島聡一郎 | 白川士   | 8.5%   |
| 第7話                                                                       | 2月23日 | 大救出 極貧生徒を襲う悲運… 絶対悪に怒りの鉄拳          | 大石哲也   | 国本雅広 | 8.7%   |
| 第8話                                                                       | 3月02日 | 球児を襲う闇部活に最大の謎 遂に現る黒幕を断罪          | 山岡潤平   | 高橋貴司 | 8.7%   |
| 第9話                                                                       | 3月09日 | 子供を縛る毒親ぶった斬り! 真相に迫る最終章へ           | 大石哲也   | 国本雅広 | 8.6%   |
| 最終話                                                                      | 3月16日 | さよなら嶋田隆平… 最後に伝える言葉は                   | 大石哲也   | 国本雅広 | 9.6%   |
| 平均視聴率 8.6%（視聴率はビデオリサーチ調べ、関東地区・世帯・リアルタイム） |         |                                                        |            |          |        |

- 初回は15分拡大（21:00 - 22:09）。